# Шериданіт
Шериданіт — мінеральний різновид клінохлору, багатий алюмінієм. За назвою родовища Шерідан (штат Вайомінг, США), J.E.Wolff, 1912. Синоніми: грохауїт.

## Опис
Хімічна формула:
- 1. За Є. К. Лазаренком: (Mg, Al)6[(OH)8Al1,2-1,5Si2,8-2,5O10].
- 2. За К.Фреєм: (Mg, Al)6(Si, Al)4•(OH)8O10.
- 3. За Г.Штрюбелем, З. Х. Ціммером: Mg, Al2[(OH)2Al1,2-1,5Si2,8-2,5O10]•Mg3(OH)6.

Склад у % (шт. Пенсильванія, США): MgO — 32,71; Al2O3 — 24,30; SiO2 — 27,78; H2O — 13,07. Домішки: Fe2O3, FeO.
Сингонія моноклінна. Призматичний вид. Густина 2,72. Тв. 2,0-3,0. Колір зеленуватий до безбарвного, сірий з сріблястим відливом. Блиск скляний, шовковистий.

## Поширення
Рідкісний мінерал кристалічних сланців.
Знахідки: родовище Шерідан (штат Вайомінг, США), родовище Грохув (Грохау), Сілезія, Польща.